# Гірчак амурський
Гірчак амурський (Rhodeus sericeus) – риба родини ахейлогнатових (Acheilognathidae). Трапляється у Китаї в басейні річки Янцзи, а також у басейні Амуру. Іноді гірчака європейського, який поширеній у центральній і східній Європі, визначають як підвид Rhodeus sericeus amarus. Прісноводна бентопелагічна риба, що сягає 11 см завдовжки.